# Marcus Flavius Aper (Konsul 130)
Marcus Flavius Aper war ein im 2. Jahrhundert n. Chr. lebender römischer Politiker.
Durch zwei Inschriften, von denen die eine ins Jahr 125 datiert ist, ist belegt, dass Aper Statthalter der Provinz Lycia et Pamphylia war; er dürfte in den Amtsjahren 125/126 (bzw. 124/125) bis 126/127 Statthalter gewesen sein. Durch weitere Inschriften ist belegt, dass er 130 zusammen mit Quintus Fabius Catullinus ordentlicher Konsul war.
Sein Sohn war Marcus Flavius Aper, ordentlicher Konsul im Jahr 176.